# Puncak Mandala
Der Puncak Mandala, früher Julianatop, ist ein Berg im indonesischen Westteil der Insel Neuguinea (Provinz Papua Pegunungan). Er liegt in der Jayawijaya-Kette des östlichen Maokegebirges. Die Gipfelhöhe wird nach heutigen Erkenntnissen mit 4760 m angegeben. Der Puncak Mandala war früher stark vergletschert, die Eiskappe ist allerdings durch die globale Erwärmung im Verlauf des 20. Jahrhunderts vollständig abgeschmolzen.
Einige Quellen haben in der Vergangenheit den Puncak Mandala als den zweithöchsten Berg der Insel Neuguinea geführt, nach dem Puncak Jaya (4884 m). Er wurde deshalb im Alpinismus als einer von fünf Kandidaten auf dem Kontinent Ozeanien für den Status des Second Summit  betrachtet. Heute gilt der Puncak Mandala als dritthöchster Berg des Kontinents, nach dem Sumantri (4870 m).

## Name
Der Berg erhielt den Namen Puncak Mandala nach der indonesischen Besetzung West-Neuguineas im Jahr 1963. Die Benennung bezieht sich auf das Mandala Command („Komando Mandala Pembebasan Irian Barat“), das bei der militärischen „Befreiung“ der Region eine wichtige Rolle gespielt hatte. Der Begriff Mandala steht in Südostasien für ein politisches Machtmodel. Neben Puncak Mandala (deutsch: Mandala-Gipfel) sind auch Gunung Mandala (deutsch: Berg Mandala) und das englische Mount Mandala übliche Bezeichnungen.
Während der niederländischen Kolonialzeit hatte der Berg den Namen Julianatop (deutsch: Juliana-Gipfel), auch der englische Name Mount Juliana wurde verwendet. Diese koloniale Namensgebung bezog sich auf die niederländische Thronfolgerin und spätere Königin Juliana von Oranien-Nassau (1909–2004).
Bei der lokalen Papua-Bevölkerung heißt der Berg Abom.

## Geografie

### Lage
Der Puncak Mandala liegt im Osten des indonesischen Teils der Insel Neuguinea, etwa 50 km von der Grenze zum Staat Papua-Neuguinea entfernt. Er ist die höchste Erhebung im Jayawijaya-Gebirge, dem östlichen Teil des Maokegebirges. Die im äußersten Osten der Provinz Papua liegenden Gebirgszüge um den Puncak Mandala und den 4595 Meter hohen Puncak Yamin (ehemals Prins Hendrik Top) werden auch als Sterrengebergte bzw. englisch Star-Mountains bezeichnet. Das Kalksteinmassiv des Puncak Mandala fällt nach Südwesten steil ab, nach Nordosten ist die Neigung weniger stark ausgeprägt. Die niedrigeren, nördlich und südlich vorgelagerten Berge sind von dichtem tropischen Regenwald und Gras- wie Buschvegetation bedeckt. Nördlich des Puncak Mandala, auf etwa 3000 m Höhe, entspringt der Fluss Digul, der östlich am Berg vorbei und weiter zur Südküste der Insel fließt.
In der Umgebung des Puncak Mandala befinden sich keine größeren Siedlungen. Der Zugang zum Berg ist durch ausgedehnte Regenwälder und Sumpfland von allen Seiten äußerst schwierig. Zusätzlich erschwert wird er durch politische Restriktionen, die dem anhaltenden Papua-Konflikt geschuldet sind.

### Gletscher
Im Jahr 1909 noch wurde der heutige Puncak Mandala – zudem erstmals – als stark vergletscherter Gipfel erfasst. Von seiner Eiskappe wurde eine Skizze angefertigt. Der Berg galt als permanent schnee- bzw. eisbedeckt. Auf Luftaufnahmen der United States Army Air Forces aus dem Jahr 1945 ist ein Gipfelgletscher zu erkennen, der über die flach abfallende Nordseite des Berges reicht. Bis zur Mitte des 20. Jahrhunderts hatten Forscher und Bergsteiger bereits den Rückgang anderer Gletscher in den Hochgebirgen Neuguineas dokumentiert. Am Puncak Mandala schätzte die niederländische Expedition der Erstbesteiger 1959 die Gletscherdicke auf etwa 100 Meter. Im Vergleich zu den Luftaufnahmen von 1945 erschien der Gletscher bereits deutlich reduziert.
Eine auf 2007 datierte und 2008 im Journal of Glaciology veröffentlichte Untersuchung der Texas A&M University, beruhend auf der Auswertung von Satellitenbildern, kommt zu dem Ergebnis, dass 1989 noch Reste einer abschmelzenden Eiskappe vorhanden waren, deren Ausdehnung 15.000 Quadratmeter nicht überschritt. Zu einem unbekannten Zeitpunkt zwischen 1989 und 2003 waren die verbliebenen Reste des Gipfelgletschers vollständig abgeschmolzen. Der genaue Zeitpunkt ist unbekannt, weil eine kontinuierliche Überwachung der Gletscher nicht stattfinden konnte. Die britische Expedition, die den Puncak Mandala 1999 bestieg konnte auf dem Gipfel keine Eiskappe mehr dokumentieren.

### Höhe
Nach heutigen Erkenntnissen beträgt die Gipfelhöhe des Puncak Mandala 4760 Meter. In der Vergangenheit wurden in den verschiedenen Quellen zum Teil deutlich abweichende Werte angegeben. Die älteste Vermessung entstand um das Jahr 1915; von der südlichen Küstenregion Neuguineas wurde die Gipfelhöhe mit 4700 Metern bestimmt. Die Expedition der Erstbesteiger ermittelte 1959 auf dem Gipfel durch barometrische Messung eine Höhe von 4640 Metern. Im Jahr 2000 ergaben Radarmessungen (Shuttle Radar Topography Mission, SRTM) der US-Weltraumbehörde NASA einen Näherungswert von 4737 m für den Gipfel des Puncak Mandala.
Im Alpinismus erlangte zu Beginn des 21. Jahrhunderts der Höhenvergleich zwischen dem Puncak Mandala und dem Puncak Trikora größere Bedeutung. Der Puncak Trikora (4730 m) liegt im zentralen Abschnitt des Maokegebirges, ist deutlich leichter zugänglich und war deshalb im Gegensatz zum Puncak Mandala besser erforscht. Beide Berge galten als Kandidaten für den Status des zweithöchsten Berges von Ozeanien (vgl. Seven Second Summits). Verschiedene Auswertungen, unter anderem durch die NASA ergaben, dass der Puncak Mandala etwa 30 Meter höher als der Puncak Trikora ist.
Heute gilt der Puncak Mandala nach der Carstensz-Pyramide (4884 m), dem Sumantri (4870 m) und dem Ngga Pulu (4862 m) als vierthöchster Berg Ozeaniens.

## Alpinismus
Wegen der abgeschiedenen Lage im äußersten Osten der Kolonie begann die Erforschung der Region erst sehr spät. Im Jahr 1959 organisierte die Königlich Niederländische Geografische Gesellschaft (Koninklijk Nederlands Aardrijkskundig Genootschap, KNAG) die erste Expedition in das als Sterrengebergte (deutsch: Stern-Gebirge) bezeichnete Bergland im Insel Inneren. Es waren Wissenschaftler verschiedener Disziplinen (Geologie, Geographie, Zoologie, Botanik und Anthropologie) vertreten, um eine umfassende Forschungsarbeit zu gewährleisten. Die Gruppe der Erstbesteiger umfasste fünf Personen: Herman Verstappen (Geomorphologe), Arthur Escher (Geograf), Piet ter Laag (Kameramann) sowie zwei Militärangehörige Sergeant Jan de Wijn und Max Tissing (Marinearzt). Das Team verbrachte mehrere Biwaknächte am Berg, beim letzten Biwak standen die zwei Zelte auf etwa 4000 Metern Höhe im Schnee. Dort verbrachten sie vier Nächte bei ungünstigem Wetter (Schneefall) und zuletzt knappen Vorräten. Am 9. September 1959 konnten alle fünf Bergsteiger, über die Nordostflanke den Gipfel des Julianatop erreichen.
Im Jahr 1999 unternahmen die englischen Bergsteiger und Abenteurer Bruce Parry und Mark Anstice eine Expedition von der Südküste Neuguineas zum Puncak Mandala. Um den Fuß des Berges zu erreichen, hatte das Team mit einer Gruppe einheimischer Träger, zu Fuß und im Kajak, etwa 80 Tage benötigt. Der Aufstieg gelang über die Südwestwand und im letzten Abschnitt auf dem Südwestgrat. Die beiden Bergsteiger fanden am Mandala Gipfel keine Eiskappe mehr vor. Aus dem Filmmaterial über die Expedition und die Erstbegehung der Puncak Mandala Südwestwand entstand später eine Dokumentation für die BBC.
Im Jahr 2012 bestieg der österreichische Bergsteiger Christian Stangl den Puncak Mandala, für ihn war der Berg Teil der Besteigungsprojekte Seven Second Summits und Triple Seven Summits. Für diese Besteigung wurde eine Route direkt von Norden auf den Gipfel gewählt. Damit sind für den Puncak Mandala bis heute lediglich drei Besteigungen auf drei unterschiedlichen Routen dokumentiert (Stand: 2014). Für alle drei Expeditionen stellte der lange Anmarsch durch Regenwälder und Sumpfland die Hauptschwierigkeit dar.